# Pascal Plancque
Pascal Planque (Cherbourg, 20 agosto 1963) è un allenatore di calcio, dirigente sportivo ed ex calciatore francese, di ruolo centrocampista.

## Palmarès

### Giocatore

#### Competizioni nazionali
- Coppa delle Alpi: 1

Auxerre: 1987